# La Croix bleue (film)
Pour les articles homonymes, voir Croix Bleue (homonymie).
Pour plus de détails, voir Fiche technique et Distribution.
La Croix bleue (Błękitny krzyż) est un film polonais réalisé par Andrzej Munk, sorti en 1955.
C'est l'adaptation de la nouvelle Expédition pour la vie (Wyprawa po życie) de Adam Liberak.

## Fiche technique
- Titre original : Błękitny krzyż
- Titre français : La Croix bleue
- Réalisation : Andrzej Munk
- Scénario : Andrzej Munk d'après une nouvelle de Adam Liberak
- Photographie : Sergiusz Sprudin
- Montage : Jadwiga Zajiček
- Musique : Jan Krenz
- Pays d'origine : Pologne
- Format : Noir et blanc - 35 mm - Mono
- Genre : drame, guerre
- Durée : 55 minutes
- Date de sortie :
  - Pologne : 12 octobre 1955

## Distribution
- Gustaw Holoubek : narrateur
- Stanisław Gąsienica Byrcyn :
- Stanisław Wawrytko : sauveteur
- Stanisław Marusarz :
- Ludwik Ziemblic : docteur Juraj